# WTA Challenger de Contrexéville
O WTA Challenger de Contrexéville – ou Grand Est Open 88, atualmente – é um torneio de tênis profissional feminino, de nível WTA 125.
Realizado em Contrexéville, no nordeste da França, estreou em 2022. Os jogos são disputados em quadras de saibro durante o mês de julho.

## Finais

### Simples
| Ano  | Campeã          | Vice-campeã              | Resultado      |
| ---- | --------------- | ------------------------ | -------------- |
| 2024 | Lucia Bronzetti | Mayar Sherif             | 6–4, 46–7, 7–5 |
| 2023 | Arantxa Rus     | Anastasia Pavlyuchenkova | 6–3, 6–3       |
| 2022 | Sara Errani     | Dalma Gálfi              | 6–4, 1–6, 7–64 |

### Duplas
| Ano  | Campeãs                               | Vice-campeãs                  | Resultado        |
| ---- | ------------------------------------- | ----------------------------- | ---------------- |
| 2024 | Oksana Kalashnikova Iryna Shymanovich | Wu Fang-hsien Zhang Shuai     | 5–7, 6–3, [10–7] |
| 2023 | Cristina Bucșa Alena Fomina-Klotz     | Amina Anshba Anastasia Dețiuc | 4–6, 6–3, [10–7] |
| 2022 | Ulrikke Eikeri Tereza Mihalíková      | Han Xinyun Alexandra Panova   | 7–68, 6–2        |